# Tsutomu Nihei
Tsutomu Nihei (弐瓶 勉?, Nihei Tsutomu; Fukushima, 26 febbraio 1971) è un fumettista giapponese.

## Biografia
Dopo aver seguito una formazione in architettura negli Stati Uniti (alla Parsons School), venne assunto da un'impresa di costruzioni per la quale ha lavorato anche a New York.
In seguito è tornato in Giappone e ha deciso di dedicarsi al fumetto e in breve tempo debutta con la sua prima serie Blame!, sul mensile Afternoon (Kōdansha). Nelle sue tavole si può riscontrare una forte influenza da parte del fumetto francese, dello stile artistico di Hans Ruedi Giger e, soprattutto, la passione per i dettagli architettonici, la sua prima passione. Nel 2016 Nihei è stato ospite al San Diego Comic-Con International.
Successivamente lavora alla versione anime di Blame!, il lungometraggio tratto dal suo manga che nel 2017 viene distribuito da Netflix il 20 maggio.

## Lavori
- Blame, 1995, opera di debutto per un contest contenuta all’interno del volume NOiSE.
- BLAME!, 1997-2003, serie conclusa; lavoro apparso in originale sulla rivista Afternoon; 10 volumi pubblicati tra il 1998 e il 2003 da Kōdansha. Diritti per la traduzione inglese di Tokyopop. Pubblicato in Italia da Planet Manga in varie edizioni.
- Megalomania, 2000, collezione di disegni di edifici e megastrutture, contenuti nell’artbook BLAME! and so on.
- Corridoio negativo, capitolo contenuto nel volume NOiSE.
- NOiSE, 2000-2001, serie conclusa; apparso in originale sulla rivista Afternoon. Questo manga appare come un prequel di BLAME!. Pubblicato in un volume da Kōdansha nel 2001. Tradotto in italiano.
- Bitch’s life, 2001, serie di disegni, contenuti nell’artbook BLAME! and so on.
- Sabrina, 2002, pubblicato su Akai Kiba, vol. 1.
- Idaho, 2002, pubblicato su Akai Kiba, vol. 2.
- Dead heads, 2002, volume unico di una serie mai portata avanti, contenuto nell’artbook BLAME! and so on.
- Wolverine: Snikt!, 2003, miniserie di Wolverine scritta e disegnata da Nihei sottocommissione della Marvel in 5 volumi. Pubblicato in Italia da Panini Comics.
- BLAME! and so on, 2003, artbook.
- BLAME academy!, 2004, capitolo contenuto nel volume BLAME academy! and so on.
- Pompa, capitolo contenuto nel volume BLAME academy! and so on.
- La divinità della palude, capitolo contenuto nel volume BLAME academy! and so on.
- BIOMEGA, 2004-2009, serie conclusa, pubblicata a partire dal 2004 da Kōdansha su Young Magazine e dal 2006 al 2009 da Shūeisha su Ultra Jump. Pubblicato in Italia dalla Panini Comics in sei volumi.
- Zeb-noid, 2004, capitolo contenuto nel volume BLAME academy! and so on.
- Netsphere Engineer (NSE), 2004, sequel di BLAME! contenuto nel volume BLAME academy! and so on.
- Digimortal, 2005, contenuto nel secondo volume di ABARA.
- ABARA, 2005, serie conclusa, pubblicata sulla rivista Ultra Jump; 2 volumi pubblicati in Italia da Planet Manga.
- Il pacco, capitolo contenuto nel volume BLAME academy! and so on.
- Bibibibi, 2006, pubblicato su Akai Kiba, vol. 6.
- Breaking Quarantine, 2006, contenuto nel volume Halo Graphic Novel, racconta la fuga del sergente Johnson dalla struttura di contenimento flood.
- BLAME academy! 2, 2007, capitolo contenuto nel volume BLAME academy! and so on.
- Insetti alati corazzati da combattimento - Sphingidae, capitolo contenuto nel volume BLAME academy! and so on
- BLAME academy! 3, 2008, capitolo contenuto nel volume BLAME academy! and so on.
- (Senza titolo), storia di 3 pagine mai finita di Gundam.
- Knights of Sidonia, 2009-2015, pubblicata sulla rivista Afternoon di Kodansha e poi raccolta in 15 volumi. Tradotto e pubblicato da Panini Comics.
- Ningyō no Kuni, 2016, one-shot prototipo di Aposimz.
- BLAME! fort of silicon creatures, 2017, one-shot non canonico di BLAME! in omaggio con l’edizione speciale del film.
- APOSIMZ, pubblicata su Monthly Shonen Sirius tra il 2017 e il 2021[2] e poi raccolta in 9 volumi. Tradotto e pubblicato da Panini Comics.
- KAINA OF THE GREAT SNOW SEA, 2022, anime prodotto da Polygon pictures, successivamente adattato in manga da Itoe Takemoto
- TOWER DUNGEON, 2023, tutt'ora in corso di pubblicazione